# Myriophyllum oguraense
Myriophyllum oguraense är en slingeväxtart. Myriophyllum oguraense ingår i släktet slingor, och familjen slingeväxter.

## Underarter
Arten delas in i följande underarter:
- M. o. oguraense
- M. o. yangtzense